# 古兰经门
29°38′8.23″N 52°33′42.66″E / 29.6356194°N 52.5618500°E

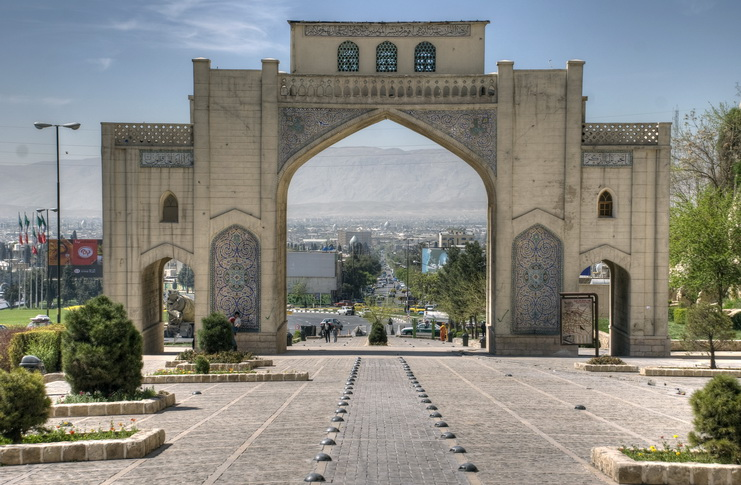
古兰经门

古兰经门 (波斯語：‎ Darvāzeh Qur'an) 是伊朗设拉子一座历史悠久的门。
它坐落在城市的东北入口，在路上 to 马夫达沙特和伊斯法罕。

## 历史
该门始建于阿杜德·道莱统治时期。到赞德王朝，它已经遭受了很大的伤害，因此加以修复，并在顶部增加了一个小房间，房内保存易卜拉欣·蘇丹·伊本·沙哈魯的手写古兰经。访客通过门的下方被认为是接受圣书的祝福。
在卡扎尔王朝，此门遭多次地震损坏；后来由穆罕默德·扎基·汗努里恢复。
今天，古兰经门是一个城市公园的一部分，设拉子人在闲暇时间来此放松和野餐。